# Iastrubți, Djankoi
Iastrubți (în ucraineană Яструбці) este un sat în comuna Iarke din raionul Djankoi, Republica Autonomă Crimeea, Ucraina.

## Demografie
Componența lingvistică a localității Iastrubți
     Rusă (76,71%)
     Tătară crimeeană (16,15%)
     Ucraineană (6,52%)
     Alte limbi (0,31%)
Conform recensământului din 2001, majoritatea populației localității Iastrubți era vorbitoare de rusă (76,71%), existând în minoritate și vorbitori de tătară crimeeană (16,15%) și ucraineană (6,52%).